# Хреновый листоед
Хрено́вый листое́д, или бабануха, или капу́стный листоед, (лат. Phaedon armoraciae), — вид жуков-листоедов из подсемейства хризомелин. Распространён в Европе, на Кавказе, в Казахстане, Монголии, Сибири, Средней Азии, Амурской и Магаданской областях и Хабаровском крае, а также интродуцирован в Северную Америку, где встречается в США и Канаде.

## Описание
Длина тела имаго 3,5—5,1 мм. Тело тёмно-синее, иногда имеет зеленоватый оттенок, в особенности с грудной стороны, реже чёрное с металлическим отливом, или фиолетовое. С грудной стороны тело матовое. Вершина брюшка с рыжей каёмкой. Усики чёрные. Ноги тёмные, металлические.
Голова с вдавлением между усиками, вся в крошечных ямках (пунктированная). Усики 11-члениковые; с 7 по 11 членики расширенные и в волосках. Глаза поперечные. Наличник отграничен ото лба углублённой линией.
Переднеспинка поперечная с развитыми передними углами, её передний край ровно закруглён; сбоку тонко ограниченная; вся поверхность пунктированная, немного гуще чем голова, иногда более грубо у краёв. Скутеллум обычно непунктированный и очень блестящий, переливчатый между переднеспинкой и надкрыльями.
Надкрылья с очень крупным и сильно выпуклым плечевым бугорком, который отграничен со внутренней стороны, в которой углублена лишь пятая бороздка. На надкрыльях имеются по девять точечных бороздок. Эдеагус заметно сужается к вершине, на вершине узко закруглён.

## Экология
Обитают в различных влажнопочвенных местностях. Имаго встречаются на различных околоводных растениях, а именно на веронике щитковой, веронике поточной, жерухе обыкновенной, хвостнике обыкновенном, незабудки вторичной, ложечницы, болотнике, роголистнике погружённом, Montia fontana. Они также встречаются среди на цветках многих водных растений, в том числе калужницы болотной, лютике однолистном.
Личинки питаются листьями вероники щитковой, вероники поточной и вероники ключевой.

## Классификация
Выделяют следующие подвиды:
- Phaedon armoraciae armoraciae (Linnaeus, 1758)
- Phaedon armoraciae niger Hatch, 1928